# مذبحة سجن البرواقية
تتردد الأقوال بأن مذبحة سجن البرواقية قد وقعت في 14 نوفمبر 1994، بعد محاولة هروب من سجن البرواقية الجزائري. وتتباين تقديرات إجمالي عدد الوفيات تباينًا ملحوظًا. فقد قدرت الحكومة العدد بثمانية قتلى، بينما ذكر آخرون أن إجمالي عدد الوفيات بلغ 30 قتيلاً أو أكثر، ورجحت جريدة الوطن في وقت لاحق بأن يكون عدد القتلى قد بلغ 200 قتيلاً.

## وصلات خارجية
- HRW
- Amnesty نسخة محفوظة 2 مارس 2004 على موقع واي باك مشين.
- El Watan